# إيفانو تروتا
إيفانو تروتا (بالإيطالية: Ivano Trotta)‏ هو لاعب كرة قدم ومدرب كرة قدم إيطالي في مركز الوسط، ولد في 12 ديسمبر 1977 في روما في إيطاليا. شارك مع منتخب إيطاليا تحت 18 سنة لكرة القدم. أما مع النوادي، فقد لعب مع فيتربيسي 1908 ونادي بادوفا ونادي تريفيزو ونادي رافينا ونادي ريميني ونادي فيورينزولا 1922 ونادي نابولي ويوفنتوس.